# 熊本市交通局8200形電車
熊本市交通局8200形電車（くまもとしこうつうきょく8200がたでんしゃ）は、熊本市交通局（熊本市電）に在籍する路面電車車両である。
1982年（昭和57年）に2両導入された。熊本市電では22年ぶりとなる新型車両であり、日本初となるVVVFインバータ制御による交流電動機など、当時の最新技術を採用した。

## 導入の経緯
熊本市の市内電車である熊本市電は、最盛期には全長25.2キロメートルの路線網を有したが、1963年度をピークに乗客は減少、路線も1965年（昭和40年）から1972年（昭和47年）にかけて廃止が相次ぎ、残された12.1キロメートルの路線と2つの系統も1970年代末までに廃止される予定であった。しかしオイルショックなど社会環境の変化で路面電車の価値が見直され、市電全廃計画は撤回される。そして存続が決まると、一転して車両の冷房化をはじめとする積極投資が続いた。
1980年（昭和55年）に冷房化が完了すると、次なる積極策として新造車を導入することとなった。熊本市電においては、1949年（昭和24年）の120形導入から1960年（昭和35年）の350形（→1350形）導入に至るまで、数年に1度のペースで新造ボギー車の導入が進められたが、それ以降は中古車両（連接車5000形など）を購入することはあったものの、新造車両の導入は途絶えていた。従って車齢25年以上の車両が大半を占める状態にあるため、冷房化に伴い増加傾向を示す乗客に対しイメージアップを推進する必要があった。
このような経緯により熊本市電に導入されたのが8200形である。導入数は2両 (8201・8202)。形式名は導入年の1982年（昭和57年）にちなむ。メーカーは日本車輌製造で、車両価格は1両あたり6300万円。メーカーでの性能試験ののち、1982年5月10日未明に市電大江車庫へ搬入され、長期にわたる試運転・乗務員訓練を経て、形式名にちなんだ同年8月2日に大江車庫にて出発式が挙行され、同日から営業運転に就いた。また出発式において、8201号は「しらかわ」、8202号は「火の国」という公募による愛称がつけられた。

## 構造
本形式は「近代性・快適性・高性能化」の3点を基本設計理念に採用しており、先行して開発されていた「軽快電車」（広島電鉄3500形・長崎電気軌道2000形）をモデルとしている。

### 車体

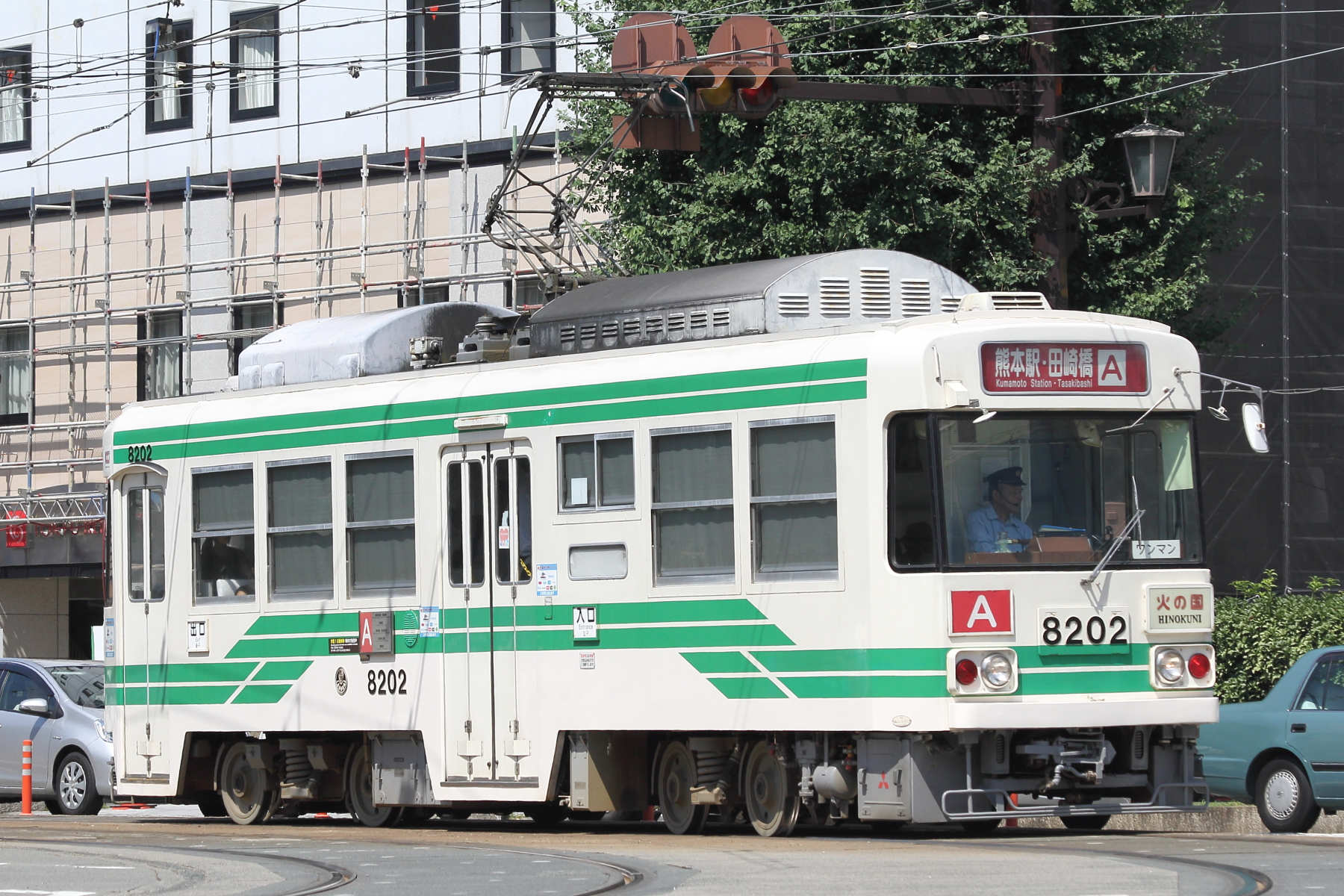
8202号（2016年）
車体側面の方向幕は使用されていない。

本形式は全金属製軽量構造車体を持つボギー車である。最大寸法は長さ12.8メートル、幅2.36メートル、高さ3.9メートル（＝パンタグラフ折り畳み高さ。屋根上機器を除いた車体高さは3.26メートル）。車体の構体は一般構造用圧延鋼材のプレス材を用いた溶接構造で、外板は厚さ1.2ミリメートルの普通鋼板、屋根・床板は厚さ0.8ミリメートルのステンレス鋼板をそれぞれ用いる。自重は19トン。
車体デザインは「軽快電車」を範とする、直線を多用したスタイルになっている。前面窓は熱線入りガラス（防曇ガラス）を用いた大型窓で、窓上に大型の方向幕を配置する。ライト類は窓下にあり、前照灯（内側）と尾灯兼制動灯（外側）を左右に1組ずつ配す。ライトと窓の間には、正面から見て左手は系統板、右手には愛称板が取り付けられている。ライト・表示板の間（前面中央部）には車両番号を記す。
側面ドアは左右非対称の配置であり、進行方向に向かって左側では車体前部と中央部やや後ろ寄り、右側では車体後部と中央部やや前寄りにある。熊本市電では原則として進行方向左手に停留場ホームがあることから、中扉が乗車口、前扉が降車口となる（後乗り前降り）。ドアは中扉が2枚折り戸を2組用いた幅140センチメートルの両開き折り戸、前扉が有効幅85センチメートルの片開き2枚折り戸。ドア部分の高さはレール上面35センチメートルで、2段のステップで車内（床面高さ85センチメートル）に上がる。
側面窓は、幅1.1メートル・高さ1.0メートルの窓をドア間とその反対側ともに各3枚、片側計6枚配置する。外はめ式ユニット窓であり、開閉方式は上段下降・下段上昇式。ただし中央ドア右手の車掌台部分のみ窓形状が異なっており、他の窓の下段にあたる位置に側面方向幕が設けられている。
車体塗装はアイボリーに緑の帯を巻いたもので、「軽快さ」と「緑と水の熊本」のイメージを表現しているという。熊本市電では1999年（平成11年）4月に、車体全面を利用した広告電車がフィルムラッピングを用いる方法で10年ぶりに復活した。本形式も広告車両に使用されることがあり、1999年末までに一旦2両とも広告電車となった。

### 客室設備

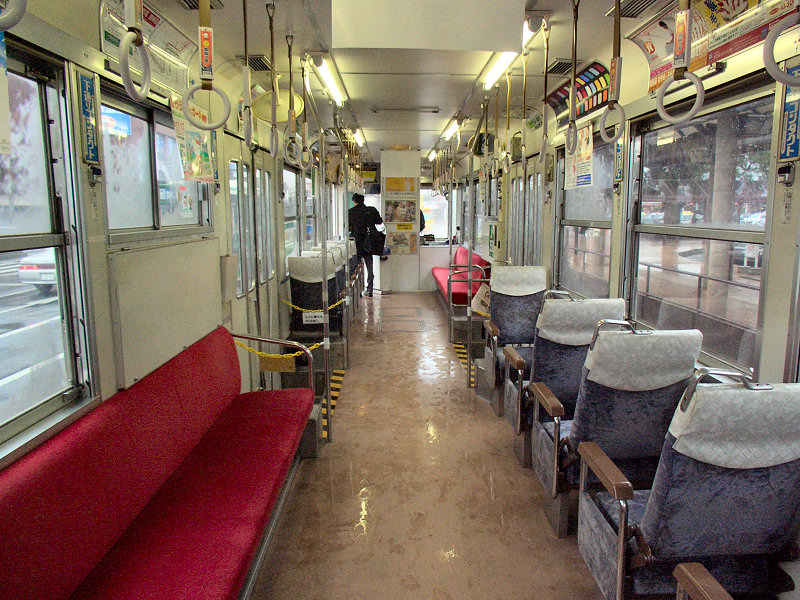
車内の様子（8201号・2008年）

車内のうち両端の運転台を除いた客室の長さは10.2メートルである。定員は70人。
座席はセミクロスシートを採用する。クロスシート部は各ドア間の計2か所で、1人掛け座席をシートピッチ69.0センチメートルにて5席ずつ並べる。同じくセミクロスシートを採用する「軽快電車」のクロスシート部は運転台向きに固定されているが、本形式では車内設置のハンドルを回すことで転換作業が可能。ロングシート部はクロスシート部の向い側、計2か所の設置で、2位側（連結器設置側を先頭とした場合の進行方向左手）に長さ2.99メートルの7人掛け座席、1位側（同右手）に長さ3.56メートルの8人掛け座席を配置する。
新造当時は運賃制度が対距離区間制であった（2007年10月に均一運賃制に復帰）ため、車内には整理券発行器や運賃表示器が設置されていた。
車内の冷房吹出口は天井に24か所設置。暖房は客室座席下に反射板シーズ線方式ヒーターを8個設置し、運転席にもファン付きヒーターを備える。

### 主要機器
本形式では、連結器設置面を「II端」、その反対側を「I端」と称する。この連結器の存在ゆえに本形式は搬入当初から車両の向きが揃えられておらず、II端は8201号では健軍町方面、8202号では田崎橋・上熊本方面を向く。

#### 台車

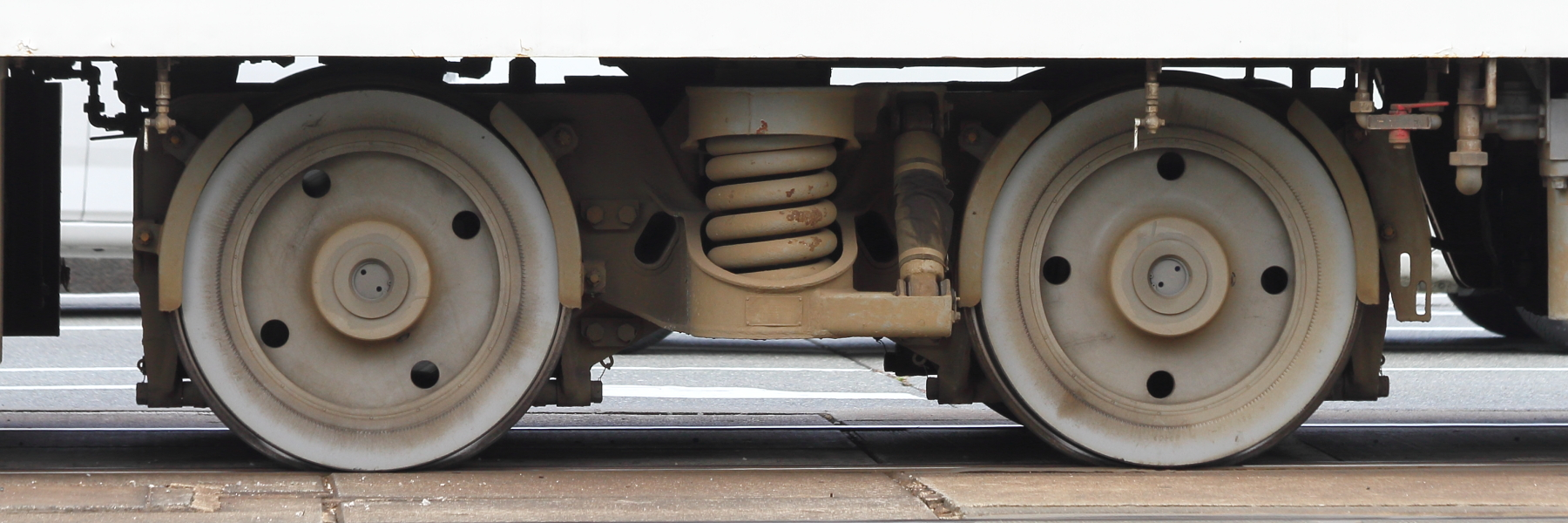
付随台車NS-19形（8201号）

台車は主電動機を設置するI端側の電動台車がNS-18形、II側の付随台車がNS-19形である。いずれも日本車輌製造製。下揺れ枕と揺れ枕吊りを省略したインダイレクトマウント台車であり、鋼板溶接構造の台車枠の上に枕ばね（オイルダンパー併用コイルばね）、防振ゴム、揺れ枕、心皿の順で取り付けて車体を支持する。心皿はNS-18形では主電動機の設置スペースを確保するため特殊ボール軸受による大径心皿を採用し、NS-19形は従来構造の小径心皿を採用する。軸箱支持装置はシェブロン式だが、車輪の内側で車軸を支持するため外からは見えない。車輪には防音車輪を利用。車軸は軽量化のため中空軸になっている。軸距はNS-18形では1,800ミリメートル、NS-19形では1,400ミリメートルで、車輪径はいずれも660ミリメートルである。
内側軸受方式（インサイドフレーム方式）・シェブロン式軸箱支持装置・中空車軸・防音車輪の採用や、電動台車と付随台車で軸距が異なる点、さらには下記の直角カルダン駆動によるモノモーター方式、ディスクブレーキの採用は「軽快電車」用の台車と共通する。

#### 主電動機・制御装置
主電動機は三菱電機製MB-5008-A形かご形三相誘導電動機を1両につき1台のみ設置する（モノモーター方式）。主要諸元は1時間定格出力120キロワット、定格電圧440ボルト、定格電流200アンペア、定格周波数53ヘルツ、定格回転数1,600rpm。装荷位置は電動台車の中央で、レール方向に設置。駆動装置は直角カルダン駆動方式であり、2組の装置を主電動機の両軸に取り付けて台車の両軸を駆動する。歯車比は6.375 (51:8)。
制御方式はVVVFインバータ方式を採用。当初の装置は三菱電機製のSIV-244形電圧形PWMインバータを用いた。スイッチング素子は逆導通サイリスタ (RCT) である。なお、日本国内におけるVVVFインバータによる主電動機制御は、本形式が初の採用例となった。こうした新技術が本形式で採用された理由は、路面電車のため電気的なトラブルが発生した際に影響を受けやすい軌道回路が存在せず初の実用化の場として都合がよいことと、当時の交通局長が技術系出身者で導入に動きやすかったことがあるという。
2006年（平成18年）3月に8201号、翌2007年（平成19年）3月に8202号がそれぞれ制御装置の更新工事を受け、三菱電機製MAP-121-60VD155形に換装された。これはスイッチング素子をIGBTとした電圧形PWMインバータである。
運転台の主幹制御器は「軽快電車」においては左右が連動する1軸ツーハンドルマスコンを採用するが、本形式では在来車と同様に左手の制御器（KL-140B形）と右手のブレーキ弁（ME-38LM形）に分かれる。

#### ブレーキシステム

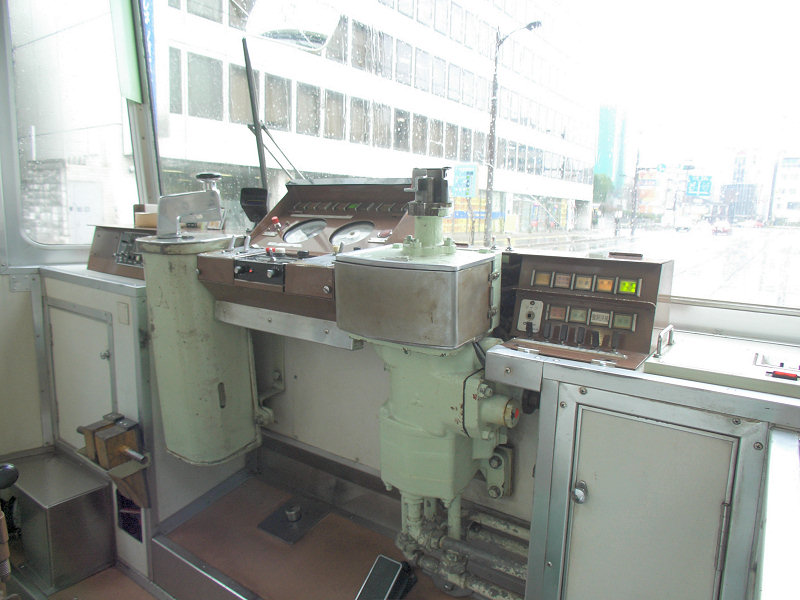
運転台（8201号）
左手にKL-140B形制御器、右手にME-38LM形ブレーキ弁を配置。

ブレーキは三菱電機製SME-R形自動非常付電制併用直通空気ブレーキを使用する。これはSME形直通ブレーキに電気ブレーキ（回生ブレーキまたは回生失効時のみ発電ブレーキ）を組み合わせたシステムである。運転台のブレーキ弁を操作すると、その操作角度にあわせて直通管に空気圧が生じ（セルフラップ式ブレーキ弁）、それがアクチュエーターおよびSME-R作用装置へ入力される。このブレーキ指令は荷重条件を加味してブレーキ量を出力する。このとき動軸では電気ブレーキが作用し、この作用量はSME-R作用装置へフィードバックされ空気ブレーキ圧力を減ずる。これらのブレーキ機構のほか、空気ブレーキによる保安ブレーキも別系統で設置する。
台車設置の基礎ブレーキ装置はディスクブレーキであり電動台車には2組、付随台車には4組のディスクを取り付けている。油圧式のため空気指令は台車設置の空油変換装置によって油圧力に変換される。また落葉時の空転防止のため砂撒き装置が電動台車にある。

#### 屋根上機器
屋根上にはI端側から順に冷房装置、PT110-BZ形Z型パンタグラフ、補助電源装置が設置されている。
冷房装置は架線電圧（直流600ボルト）で直接駆動するFAD-2220-1形集中式冷房装置を採用。富士電機製で、冷房能力は2万キロカロリー毎時、強冷・弱冷・送風の切り替えが可能である。補助電源装置はSIVインバータ装置を利用しており、単相交流100ボルト・60ヘルツおよび直流24ボルトの電気を出力する。
パンタグラフは東洋電機製造製で、「軽快電車」用と同系列のものを取り付けている。

#### 連結器その他

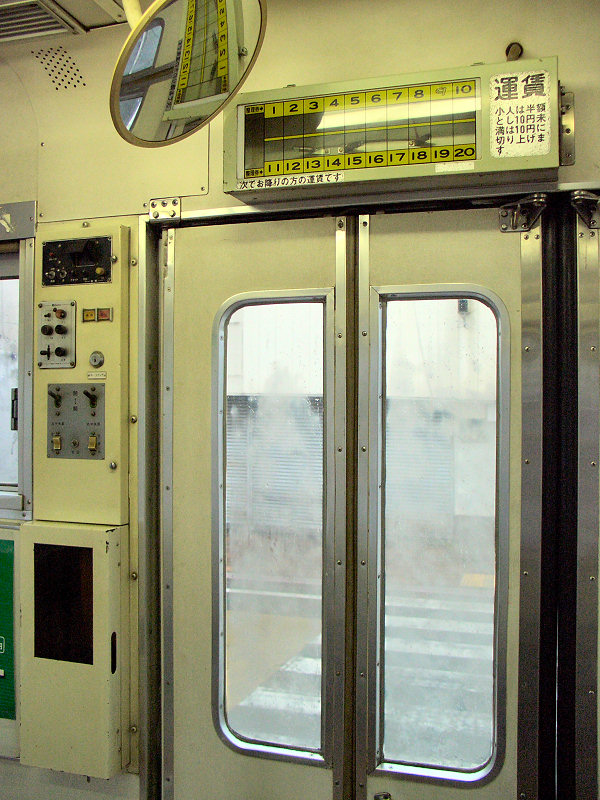
車掌用設備と運賃表示器（2008年）

本形式の特徴的な設備として、ラッシュ時などの連結運転を想定した連結器が挙げられる。II端側に設置されており、床下に密着連結器、窓下中央部に電気連結器を配する。これらの連結器は単行運転時には折りたたむようになっており、特に電気連結器は車両番号を記したカバーで隠すことが可能。連結運転時にはワンマン運転ではなく車掌が乗務することから、車内に車掌扱い機器や車掌と運転士の連絡機器を備える。ただし、西辛島町分岐点における信号の関係で、営業にて連結運転を行った実績はない。

## 運用と改造
前述の通り、8200形2両は1982年（昭和57年）8月2日より営業運転に投入された。本形式の投入は乗客から高評価を得たことから、1985年（昭和60年）になって本形式に準じた新造車体と旧型車の機器を組み合わせた8500形が導入された。車体更新車の増備に切り替えたのは車両導入費の圧縮を図るためである。従って本形式は最初に投入された2両以降、増備されていない。また運用はほかのボギー車と共通であり、1997年以降に登場した超低床電車（9700形・0800形）のような固定ダイヤがあるわけではない。
運転開始から1年後の1983年（昭和58年）7月24日、本形式はVVVFインバータ制御をはじめ多数の新技術を取り入れた点が評価され鉄道友の会の「ローレル賞」を受賞した。受賞車を示す円形のプレートは8201号に取り付けられている。また1994年（平成6年）には、8201号を用いた熊本市電開業70周年記念の装飾電車が7月から9月にかけて運転された。
| 方向幕更新前8201号・8202号 |  | 方向幕更新前8201号・8202号 |
| 方向幕更新前8201号・8202号 |  |                            |

新造後の改造点には、以下のような他形式と共通のものが挙げられる。
- 無線機器設置 - 1991年（平成3年）4月からの列車無線導入に伴う[24]。
- 乗降口へのカードリーダー設置 - 1998年（平成10年）3月からの乗車カード「TO熊カード」導入に伴う[7]。
- 常時記録型ドライブレコーダー設置 - 2010年度（平成22年度）施工[25]。
- 方向幕更新 - 2011年（平成23年）3月の系統名変更ならびにラインカラー設定に伴う。A系統が赤、B系統が青、その他臨時系統が黄色とされ、それぞれ色付き方向幕に変更[12]。
- ICカードリーダー設置 - 2014年（平成26年）3月のICカード乗車券「でんでんnimoca」導入に伴う[26]。
- 2025年8月現状8201は上熊本外線1番で方向幕を取り留置8202は2024年10月30日まで運転して、今は上熊本外線1番で、方向幕を取り留置。